# Paramarbla azami
Paramarbla azami är en fjärilsart som beskrevs av Napoleon Manuel Kheil 1909. Paramarbla azami ingår i släktet Paramarbla och familjen tofsspinnare. Inga underarter finns listade i Catalogue of Life.